# 1987년 세계 조정 선수권 대회
제16회 세계 조정 선수권 대회는 국제 조정 연맹(FISA) 주관으로 1987년 8월 26에서 30일까지 덴마크 코펜하겐에서 열린 국제 조정 대회이다.